# Alberto Carpio
Alberto Carpio Jiménez (Sevilla, 1983) es un poeta español.

## Biografía
En el 2011 ganó el Premio de Poesía Emilio Prados de la Diputación de Málaga para poetas menores de treinta y cinco años con la obra, Los comensales, (2012 - Pre-Textos). Sobre la misma, el jurado señaló que se trataba de un trabajo «de factura impecable, buen oído y buen ritmo» en el que se apreciaba un autorretrato del autor que usaba distintas miradas para describir su vida y ambiente cotidiano. En el 2018 publicó su segundo libro con Pre-textos, Los privilegios reales . En el 2022 publicó su tercer libro, Creer en el trabajo, también en Pre-textos. 